# Peltodytes sumatrensis
Peltodytes sumatrensis is een keversoort uit de familie watertreders (Haliplidae). De wetenschappelijke naam van de soort is voor het eerst geldig gepubliceerd in 1885 door Régimbart.